# Cristoforo della Rovere
Cristoforo della Rovere (1434-1478) (chamado Cardeal de Tarentaise) foi um arcebispo e cardeal católico romano.

## Vida
Membro da Casa de Della Rovere, Cristoforo della Rovere nasceu em Turim, em 13 de junho de 1434, filho de Giovanni della Rovere e Anna del Pozo.  Seu irmão mais novo, Domenico della Rovere, também se tornou um cardeal. 
Foi educado na Universidade de Bologna, recebendo doutorado em lei. Tornou-se então um jurisconsulto e protonotário apostólico. 
Em 3 de agosto de 1472, foi eleito Arcebispo de Tarentaise. O Papa Sisto IV confirmou a sua nomeação, em 15 de setembro de 1472, e posteriormente ocupou a Sé até sua morte. O papa mais tarde o fez governador do Castelo de Santo Ângelo, em Roma. 
No consistório de 10 de dezembro de 1477, o Papa Sisto IV fez dele um cardeal-presbítero. Em 12 de dezembro de 1477, recebeu o titulus de São Vital e o papa enviou um dos conservadores de Roma para o Castelo de Santo Ângelo para dar-lhe o chapéu vermelho. 
Já estava doente quando se tornou um cardeal e morreu pouco depois em Roma em 1 de fevereiro de 1478. Ele foi enterrado em Santa Maria del Popolo. 